# Saâne-Saint-Just
Saâne-Saint-Just è un comune francese di 147 abitanti situato nel dipartimento della Senna Marittima nella regione della Normandia.

## Società

### Evoluzione demografica
Abitanti censiti